# Logica
Logica, tidigare LogicaCMG, var ett brittiskt telekom- och IT-företag med säte i London.
Logica ägs sedan 2012 av det kanadensiska företaget CGI Group.

## Historik
Logica grundades 1969 av Len Taylor, Philip Hughes och Pat Coen. Företaget började sin verksamhet med systemintegration ungefär vid samma tid som minidatorn skapades. De flesta projekt som företaget åtog sig utnyttjade dessa maskiners flexibilitet och kraft. Viktiga projekt var kontrollsystem för naturgasnätverk i Storbritannien och Nederländerna, Hydrocarbon Reserves Volume Management-system, automatiserat clearing-system för brittiska banker, datorisering av Hongkongs nya aktiebörs, British Telecoms kundservicesystem, kontrollsystem för Eutelsat-satelliten, samt flertalet projekt för Europeiska rymdorganisationen, bland annat mjukvaran för den framgångsrika rymdsonden Huygens som skickades till Titan. Logica bidrog även med betydelsefull produktutveckling åt IBM, samt anses stå bakom utvecklingen av BBC:s text-tv.
Företaget hade 2006 över 40 000 medarbetare i 41 länder och en omsättning på 14 miljarder euro och var ledande inom applikationsunderhåll. Företaget var listat på London Stock Exchange och Euronext Amsterdam.

## Förvärv
Företaget har gjort flera förvärv i USA, Tyskland, Sverige, Frankrike och Australien. Förvärvet av Aldiscon på Irland tog Logica in i SMS-verksamheten. År 2002 slogs Logica (60 %) ihop med CMG / Admiral (40 %).
Under 2006 köpte Logica upp det franska företaget Unilog. Sedan oktober 2006 ingick svenska WM-data som ett dotterbolag till Logica och utgjorde dess nordiska verksamhet. I början av 2008 bytte de förvärvade företagen namn till Logica. År 2008 bytte hela LogicaCMG-koncernen namn till Logica.
År 2012 köpte den kanadensiska IT-koncernen CGI Group Logica. Företagsnamnet Logica slutade att användas år 2013.

## Bristande säkerhet
I perioden 1 januari 2010 till 15 april 2012 pågick intrång i företagets datorer som ledde till att 16 gigabyte med data från Skatteverket, Polisens fordon och information från Kronofogdemyndigheten läckte ut.